# Moti Yung
Moti Yung (* 15. Mai 1959) ist ein israelisch-US-amerikanischer Kryptograph und Informatiker.
Yung wurde 1988 an der Columbia University bei Zvi Galil in Informatik promoviert (Minimum-Knowledge Transfer Protocol).  Er war am IBM Thomas J. Watson Research Center, war Vizepräsident und Chefwissenschaftler bei CertCo (früher Bankers Trust E-Commerce), war Industrieberater und war Direktor für fortgeschrittene Authentifizierungsforschung bei den RSA Laboratories. 2007 bis 2016 war er bei Google und danach bei Snapchat.
Mit Adam L. Young prägte er den Begriff Kryptovirologie für die Schnittstelle von Computerviren und Malware und Kryptographie und schrieben darüber ein Standardwerk. 1996 führten sie den Begriff Kleptographie ein.
Er war Gastwissenschaftler und Adjunct Professor an der Columbia University. Er gewann den IBM Outstanding Innovation Award und 2018 den W. Wallace McDowell Award. Für 2021 wurde ihm der Computer Pioneer Award zugesprochen. Yung ist Fellow des IEEE und der Association for Computing Machinery. 2023 wurde Yung in die American Academy of Arts and Sciences gewählt.

## Schriften
- mit Adam Young: Malicious Cryptography: Exposing Cryptovirology, Wiley 2004
- mit Adam Young: Cryptovirology: extortion-based security threats and countermeasures, IEEE Symposium on Security and Privacy, 1996, S. 129–140
- mit Adam Young:  Cryptovirology: The Birth, Neglect, and Explosion of Ransomware, Communications of the ACM, Band 60, 2017, Nr. 7, S. 24–26, Online
- mit C. Blundo u. a.: Perfectly-secure key distribution for dynamic conferences, Annual International Cryptology Conference, 1992, S. 471–486
- mit Moni Naor: Universal one-way hash functions and their cryptographic applications, Proceedings of the twenty-first annual ACM symposium on Theory of computing, 1989
- mit M. Naor: Public-key cryptosystems provably secure against chosen ciphertext attacks, Proceedings of the twenty-second annual ACM symposium on Theory of computing, 1990
- mit A. Herzberg u. a.: Proactive secret sharing or: How to cope with perpetual leakage, Annual International Cryptology Conference, 1995, S. 339–352
- mit F. X. Standaert, T. G. Malkin: A unified framework for the analysis of side-channel key recovery attacks, Annual International Conference on the Theory and Applications of Cryptographic Techniques, Springer 2009, S. 443–461
- mit R. Ostrovsky: How to withstand mobile virus attacks, Proceedings of the tenth annual ACM symposium on Principles of distributed computing, 1991, S. 51–59
- mit Danny Dolev, Cynthia Dwork, Orli Waarts: Perfectly secure message transmission, Journal of the ACM, Band 40, 1993, S. 17–47
- mit Y. Dodis, J. Katz, S. Xu: Key-insulated public key cryptosystems, International Conference on the Theory and Applications of Cryptographic Techniques, 2002, S. 65–82